# 중한자동차
신원CK모터스는 중국 베이징 자동차 그룹의 브랜드 중 하나인 북기은상기차유한공사의 국내 진출이 되면서 트럭, 미니밴, SUV 등을 판매하는 회사이다. 국내 차종보다 싼 가격이 강점이다.현재는 판매중단상태이다. 신원종합개발이 증자하여 중한자동차에서 현재 신원CK모터스로 사명이 변경되었다.